# Snowtown (phim)
Snowtown (còn được gọi là The Snowtown Murder) là bộ phim tội phạm của Úc được công chiếu vào năm 2011 do Justin Kurzel làm đạo diễn và đồng thời là tác phẩm đầu tay của ông và được Shaun Grant viết dựa trên câu chuyện có thật về vụ giết người Snowtown.

## Âm mưu
Trong cảnh nghèo ở Adelaide, ngoại ô phía bắc Salisbury, lúc 16 tuổi Jamie (Lucas Pittaway) sống với mẹ mình trong đau khổ, Elizabeth Harvey (Louise Harris), và anh em của mình, bao gồm cả ông Troy (Anthony Groves), người đã hãm hiếp chính Jamie. Một ngày nọ, bạn trai của mẹ anh đã chụp những bức ảnh không đứng đắn của các chàng trai. Khi cảnh sát không muốn can thiệp, Elizabeth được phép liên lạc với Barry (Richard Green), một người đàn ông mặc quần áo đồng tính, người giới thiệu cô với John (Daniel Henshall). Còn John, người coi thường những kẻ ấu dâm và đồng tính luyến ái, liên tục quấy rối bạn trai bằng các biện pháp như ném máu và các bộ phận cơ thể của kangaroo tại nhà cho đến kẻ đó rời đi. John bắt đầu đảm nhận vai trò là người cha của Jamie. Barry nói với John về tên và địa chỉ của những kẻ ấu dâm trong khu vực, và John tạo ra một bức tường để dán hình ảnh và chi tiết về mỗi thứ liên quan đến chúng, bao gồm các ghi chú nói về những điều như "Tôi sẽ xử bạn".

## Diễn viên
- Daniel Henshall as John Bunting
- Lucas Pittaway[4] as James "Jamie" Vlassakis
- Aaron Viergever as Robert Wagner
- David Walker as Mark Haydon
- Louise Harris as Elizabeth Harvey
- Keiran Schwerdt as Thomas Trevilyan
- Bob Adriaens as Gavin
- Frank Cwiertniak as Jeffrey
- Matthew Howard as Nicholas
- Marcus Howard as Alex
- Anthony Groves as Troy
- Richard Green as Barry
- Beau Gosling as Dave
- Craig Coyne as Ray

### Phòng vé
Bộ phim đã thu về 8.452 đô la ở Mỹ, 1.133.435 đô la ở Úc và 207.500 đô la ở Pháp và Anh từ thống kê tại các phòng vé.